# Oppertshausen
Oppertshausen település Németországban, Rajna-vidék-Pfalz tartományban. Lakosainak száma 131 fő (2023. december 31.). Oppertshausen Ravengiersburg és Rödern községekkel határos.

## Népesség
A település népességének változása:
| Lakosok száma | 81   | 125  | 116  | 119  | 122  | 131  | 131  |
|               | 1975 | 2014 | 2017 | 2019 | 2021 | 2022 | 2023 |